# Stiftelsen Riksbankens jubileumsfond

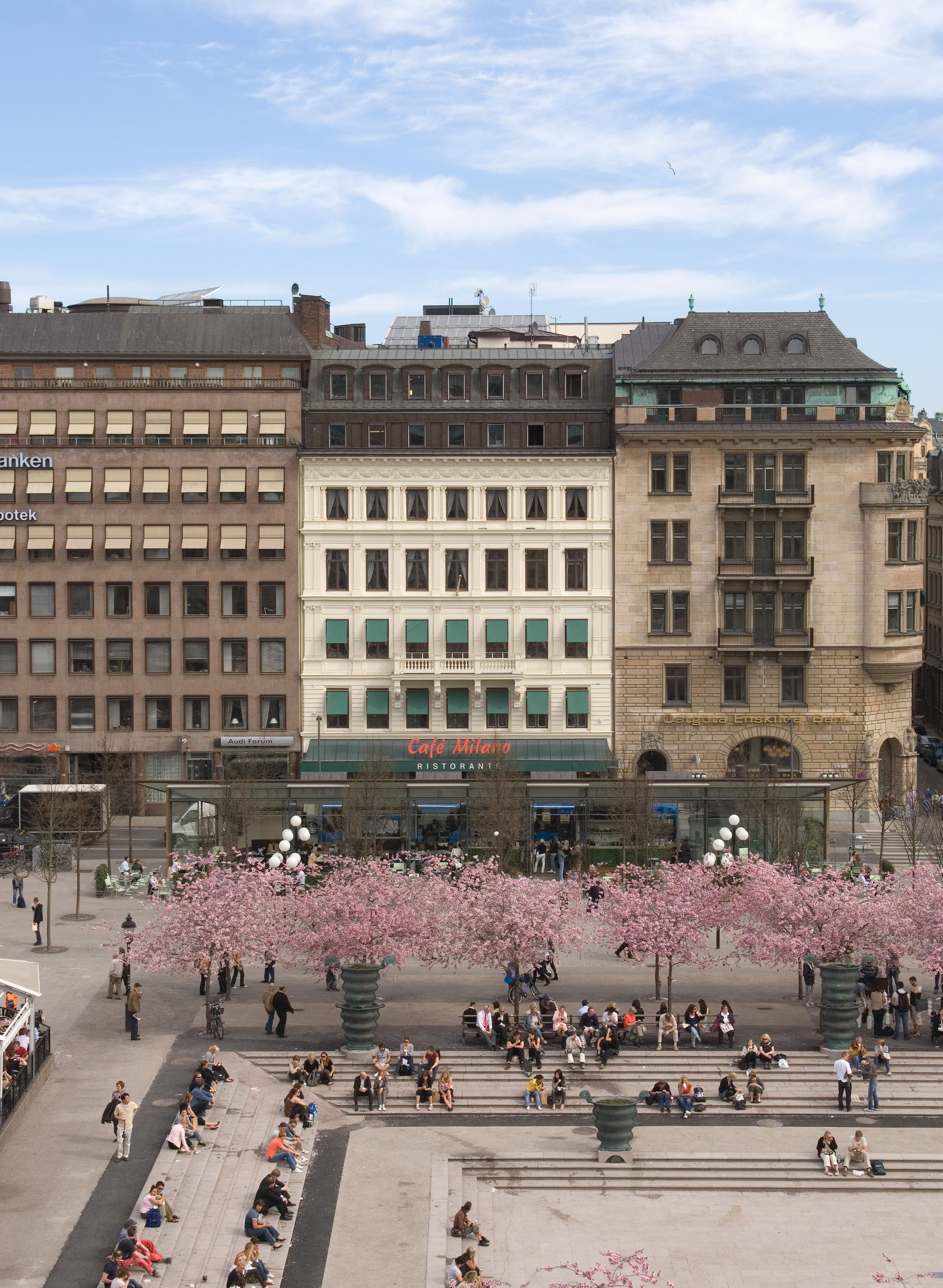
Riksbankens Jubileumsfond i Kungsträdgården i Stockholm.

Stiftelsen Riksbankens Jubileumsfond är en fristående stiftelse som har som mål att främja hög vetenskaplig kvalitet, uppmuntra gränsöverskridande forskning och bidra till att kapacitetsbyggande av svensk humanistisk och samhällsvetenskaplig forskning. Stiftelsen stödjer forskning inom humaniora och samhällsvetenskap med anknytning till Sverige. Stiftelsen bildades 1962 genom en donation av Sveriges riksbank som ville uppmärksamma bankens 300-årsjubileum 1968 och samtidigt främja "ett angeläget nationellt ändamål". 

## Historia
Sverige har världens äldsta riksbank och inför 300-årsjubileet 1968 ville banken främja ett angeläget nationellt ändamål kopplat till vetenskap och forskning. Därför gjorde riksbanken dels en donation för att inrätta ett pris i ekonomiska vetenskaper till Alfred Nobels minne, dels en donation för att stödja framtida forskning. Den 2 december 1964 beslutade riksdagen att inrätta en stiftelse för denna donation – Riksbankens Jubileumsfond. År 1988 fick Riksbankens Jubileumsfond nya stadgar, vilka innebär att stiftelsen blev en självständig finansiell aktör och fick ett förtydligat ändamål. 1993 beslutade riksdagen att ytterligare en donation skulle tillföras till stiftelsen – Kulturvetenskapliga donationen.

### Stadgar
Den 1 januari 1988 fick Riksbankens Jubileumsfond nya stadgar, vilka innebär att stiftelsen blev en självständig finansiell aktör och fick ett förtydligat ändamål. Stadgarna anger att Riksbankens Jubileumsfond ska finansiera vetenskaplig forskning med anknytning till Sverige, med särskilt ansvar för:
- forskning som har svårt att få annan finansiering
- stora och långsiktiga projekt
- nya forskningsuppgifter som kräver snabba och kraftiga insatser
- forskningens internationella kontakter.